# Maisie Cousins
Maisie Cousins (12 mei 1992) is een Britse kunstfotografe.

## Biografie
Cousins groeide op in Yeovil met haar alleenstaande moeder. Eind de jaren negentig verhuisden ze naar Notting Hill, Londen samen met de nieuwe echtgenoot van haar moeder. Op vijftienjarige leeftijd begon ze haar foto's te posten op Tumblr en Flickr.
In 2010 ging ze naar de Camberwell College of Arts en van 2011 tot 2014 studeerde ze kunstfotografie aan de Universiteit van Brighton.
Cousins' foto's en collages zijn kleurrijk. Voedsel, naakte lichamen en elementen uit de natuur komen er vaak in voor. Thema's die in haar werk aan bod komen zijn natuur, het menselijk lichaam, sociale normen, schaamte en geheimen. Haar creaties worden beschreven als tegelijk aantrekkelijk en afgrijselijk. Zelf beschrijft ze haar artistieke aanpak als "performatief en hedonistisch".

## Publicaties
- Babe, Petra Collins (ed.) – Prestel Publishing (2015) – ISBN 9783791381039
- Wombat Art Box 21 - Maisie Cousins, Leslie David en Nadia Lee Cohen – Wombat (2015)
- Unlocked – Atopos Contemporary Visual Culture (2016) – ISBN 9789608963757
- Creative Review Photography Annual (2016)
- Girl on Girl, Charlotte Jansen – Laurence King Publishing (2017) – ISBN 9781780679556
- Squeezing one Out – Trolley Books (2018)
- Body: The Photography Book, Nathalie Herschdorfer – Thames and Hudson (2019) – ISBN 9780500021583
- Rubbish, Dipping sauce, Grass peonie bum. – Trolley Books (2019) – ISBN 9781907112607